# Arrondissement de Coutances
L'arrondissement de Coutances est une division administrative française, située dans le département de la Manche et la région Normandie.

## Histoire
Le canton de La Haye-Pesnel a fait partie de l'arrondissement de Coutances de 1926 à 1952 (décret du 11 février). En 1926, l'arrondissement de Coutances a obtenu, lors de la suppression de l'arrondissement de Valognes, le Canton de Barneville et le canton de Saint-Sauveur-le-Vicomte. En 1963, ces 2 cantons firent à cédés à l'arrondissement de Cherbourg et obtenu, à cette dernière date, le retour du canton de Cerisy-la-Salle en provenance de l'arrondissement de Saint-Lô, qui avait quitté l'arrondissement en 1926.
Le 1er janvier 2017, à la suite de la réforme des collectivités territoriales, les périmètres des arrondissements de la Manche sont modifiés par arrêté du 13 décembre 2016. L'arrondissement de Coutances cède les communes d'Anctoville-sur-Boscq, Bréhal, Bréville-sur-Mer, Bricqueville-sur-Mer, Cérences, Chanteloup, Coudeville-sur-Mer, Hudimesnil, La Meurdraquière, Le Loreur, Le Mesnil-Aubert, Longueville, Muneville-sur-Mer et Saint-Sauveur-la-Pommeraye à l'arrondissement d'Avranches, les communes de Canville-la-Rocque et Denneville à l'arrondissement de Cherbourg, la commune du Lorey à l'arrondissement de Saint-Lô et en récupère les communes d'Auxais et Raids.

## Composition

### Composition avant 2016
Jusqu'au 31 décembre 2016, l'arrondissement était composé des communes des dix anciens cantons suivants :
- canton de Bréhal
- canton de Cerisy-la-Salle
- canton de Coutances
- canton de Gavray
- canton de La Haye-du-Puits
- canton de Lessay
- canton de Montmartin-sur-Mer
- canton de Périers
- canton de Saint-Malo-de-la-Lande
- canton de Saint-Sauveur-Lendelin

### Découpage communal depuis 2015
Depuis 2015, le nombre de communes des arrondissements varie chaque année soit du fait du redécoupage cantonal de 2014 qui a conduit à l'ajustement de périmètres de certains arrondissements, soit à la suite de la création de communes nouvelles. 
Au 1er janvier 2024, l'arrondissement groupe les 80 communes suivantes :
1. Agon-Coutainville
2. Appeville
3. Auxais
4. La Baleine
5. Baupte
6. Belval
7. Blainville-sur-Mer
8. Brainville
9. Bretteville-sur-Ay
10. Bricqueville-la-Blouette
11. Cambernon
12. Cametours
13. Camprond
14. Cerisy-la-Salle
15. Courcy
16. Coutances
17. Créances
18. Doville
19. Feugères
20. La Feuillie
21. Gavray-sur-Sienne
22. Geffosses
23. Gonfreville
24. Gorges
25. Gouville-sur-Mer
26. Gratot
27. Grimesnil
28. Hambye
29. Hauteville-la-Guichard
30. Hauteville-sur-Mer
31. La Haye
32. Heugueville-sur-Sienne
33. Laulne
34. Lengronne
35. Lessay
36. Marchésieux
37. Le Mesnil-Garnier
38. Le Mesnil-Villeman
39. Millières
40. Montaigu-les-Bois
41. Montcuit
42. Monthuchon
43. Montmartin-sur-Mer
44. Montpinchon
45. Montsenelle
46. Muneville-le-Bingard
47. Nay
48. Neufmesnil
49. Nicorps
50. Notre-Dame-de-Cenilly
51. Orval sur Sienne
52. Ouville
53. Périers
54. Pirou
55. Le Plessis-Lastelle
56. Quettreville-sur-Sienne
57. Raids
58. Regnéville-sur-Mer
59. Roncey
60. Saint-Denis-le-Gast
61. Saint-Denis-le-Vêtu
62. Saint-Germain-sur-Ay
63. Saint-Germain-sur-Sèves
64. Saint-Malo-de-la-Lande
65. Saint-Martin-d'Aubigny
66. Saint-Martin-de-Cenilly
67. Saint-Nicolas-de-Pierrepont
68. Saint-Patrice-de-Claids
69. Saint-Pierre-de-Coutances
70. Saint-Sauveur-de-Pierrepont
71. Saint-Sauveur-Villages
72. Saint-Sébastien-de-Raids
73. Saussey
74. Savigny
75. Tourneville-sur-Mer
76. Tourville-sur-Sienne
77. Varenguebec
78. La Vendelée
79. Ver
80. Vesly

## Démographie
En 2022, l'arrondissement comptait 70 570 habitants.
| 1968   | 1975   | 1982   | 1990   | 1999   | 2006   | 2011   | 2016   | 2021   |
| ------ | ------ | ------ | ------ | ------ | ------ | ------ | ------ | ------ |
| 73 931 | 72 077 | 72 266 | 73 640 | 76 287 | 81 694 | 84 339 | 70 845 | 70 454 |

| 2022   | - | - | - | - | - | - | - | - |
| ------ | - | - | - | - | - | - | - | - |
| 70 570 | - | - | - | - | - | - | - | - |

## Administration

### Sous-préfets
| Période         | Période         | Identité                   | Fonction précédente                  | Observation                                           |
| --------------- | --------------- | -------------------------- | ------------------------------------ | ----------------------------------------------------- |
|                 | 7 août 1991     | Christian Stephan          |                                      | Nommé secrétaire général de la préfecture de la Meuse |
| 7 août 1991     |                 | Dominique Lecadet          | Conseiller de tribunal administratif |                                                       |
|                 |                 |                            |                                      |                                                       |
|                 | 15 mars 2000    | Christian Rock             |                                      |                                                       |
|                 |                 |                            |                                      |                                                       |
| 7 avril 2005    |                 | Ferdinand-Maurice Constant | Sous-préfet de Forcalquier           |                                                       |
| 23 février 2007 | 31 mars 2010    | Eric De La Moussaye        | Sous-préfet de Rethel                | Nommé sous-préfet de Saint-Dié-des-Vosges             |
|                 |                 |                            |                                      |                                                       |
| 20 juillet 2015 | 28 février 2019 | Edmond Aïchoun             | Sous-préfet de Loches                |                                                       |

### Le conseil d'arrondissement
| Canton                 | Identité          | Commune domicile       | Qualité          |
| ---------------------- | ----------------- | ---------------------- | ---------------- |
| Bréhal                 | Touroude          | Hudimesnil             | Maire            |
| Cerisy-la-Salle        | Badin             | Roncey                 | Notaire          |
| Coutances              | Dudouyt           | Coutances              | Médecin          |
| Gavray                 | Roger             | Ver                    | Industriel       |
| La Haye-du-Puits       | Ducloux           | La Haye-du-Puits       | Maire            |
| Lessay                 | Dupray-Beuzeville | Vesly                  | Maire            |
| Montmartin-sur-Mer     | Danlos            | Montmartin-sur-Mer     | Maire, Docteur   |
| Périers                | Leroux            | Périers                | Médecin          |
| Saint-Malo-de-la-Lande | Jehenne           | Saint-Malo-de-la-Lande | Maire            |
| Saint-Sauveur-Lendelin | Lecacheux         | Monthuchon             | Adjoint au maire |

| Canton                   | Identité    | Commune domicile         | Qualité              |
| ------------------------ | ----------- | ------------------------ | -------------------- |
| Barneville               | Thiébot     | Portbail                 | Conseiller municipal |
| Bréhal                   | Frémin      | Bricqueville-sur-Mer     | Maire                |
| Coutances                | Fauvel fils | Coutances                | Médecin              |
| Gavray                   | Néel        | Gavray                   | Négociant            |
| La Haye-du-Puits         | Ovide       | La Haye-du-Puits         | Docteur              |
| La Haye-Pesnel           | Roquet      | La Haye-Pesnel           | Adjoint au maire     |
| Lessay                   | Contray     | Lessay                   | Avocat               |
| Montmartin-sur-Mer       | Delahaye    | Quettreville-sur-Sienne  | Maire                |
| Périers                  | Legrand     | Marchésieux              | Maire                |
| Saint-Malo-de-la-Lande   | Fromentin   | Saint-Malo-de-la-Lande   | Maire                |
| Saint-Sauveur-Lendelin   | Salmon      | Saint-Sauveur-Lendelin   | Maire                |
| Saint-Sauveur-le-Vicomte | Lecacheux   | Saint-Sauveur-le-Vicomte | Adjoint au maire     |